# Chris Hedges
 (novembre 2017).
Pour les articles homonymes, voir Hedges.
Chris Hedges (né le 18 septembre 1956 à Saint-Johnsbury au Vermont) est un journaliste et auteur américain. Ancien correspondant de guerre, il est reconnu pour son analyse de la politique américaine ainsi que de celle du Moyen-Orient. Il a publié plusieurs livres, dont le plus connu est La guerre est une force qui nous octroie du sens (War Is a Force That Gives Us Meaning) (2002).

## Biographie
« The rush of battle is a potent and often lethal addiction, for war is a drug, one I ingested for many years. »

— Chris Hedges, War is a Force That Gives Us Meaning
Christopher Lynn Hedges, fils du pasteur presbytérien Thomas Hedges, naît à St. Johnsbury, Vermont. Il grandit dans le upstate New York, étudie à la Loomis Chaffee School (en). Il est diplômé du lycée de Windsor (Connecticut) en 1975, de l'Université Colgate à Hamilton, et de l'Université de New-York en 1979.
En 1983, Hedges commence sa carrière de journaliste en couvrant le conflit des États-Unis avec le Salvador ; il travaille pour le Dallas Morning News, le Christian Science Monitor et la National Public Radio. Après six ans en Amérique latine, il apprend l'arabe, puis couvre Jérusalem et, plus tard, le Caire. Il passe sept ans au Moyen-Orient, correspondant au New York Times. Lors de la Première guerre du golfe, il est fait prisonnier par les gardes républicains irakiens alors qu'il couvre la montée Chiite dans Bassora.
En 1995, il quitte le Moyen-Orient pour Sarajevo afin de couvrir la guerre en Bosnie et celle du Kosovo.
En 1998-1999, il est Nieman Fellow (en) à l'Université Harvard. Il écrit pour plusieurs organes de presse tels The Nation, Foreign Affairs, Harper's Magazine, The New York Review of Books, Granta, Mother Jones, New Humanist, . Il est éditorialiste du lundi pour le news magazine sur internet Truthdig (en).
En 2002, Hedges fait partie de l'équipe de reportage du New York Times récompensée du prix Pulitzer pour un article sur le terrorisme.
Dans les années 2020, il est l'animateur de l’émission On Contact sur Russia Today America, nommée aux Emmy Awards. Il contribue à Scheerpost, un news magazine sur internet, qui a fait suite à Truthdig.

### Vie privée
Chris Hedges a deux enfants d'un précédent mariage. Il est aujourd'hui marié avec l'actrice canadienne Eunice Wong. Ils ont un fils et une fille. Il est pasteur presbytérien en l'église de Claremont, près de Los Angeles.

## Philosophie
« Nous nous embarquons dans une occupation qui, si on en croit les leçons de l'histoire, sera aussi dommageable pour nos âmes qu'elle le sera pour notre prestige, notre pouvoir et notre sécurité. »

— Chris Hedge à propos de la guerre en Irak, conférence au Rockford College (en)
Hedges affirme que sa vision des choses est influencée par des écrivains tels George Orwell, Samuel Johnson, Karl Popper, Hannah Arendt, Elias Canetti, Dwight Macdonald, C. Wright Mills, Theodor Adorno, William Stringfellow, Karl Barth, Paul Tillich, Abraham Heschel et Reinhold Niebuhr.
Il critique le traitement des Palestiniens par les Israéliens. Il a critiqué également la guerre en Irak.
En juin 2006, The New York Times le réprimande publiquement pour « une remarque au public qui pourrait miner la confiance du public dans l'impartialité de la publication »,.
Le 29 décembre 2008, dans un éditorial intitulé Pourquoi je suis socialiste  il fait un réquisitoire contre ce qu'il appelle un « capitalisme totalitaire impitoyable »,.
Le 10 novembre 2014, il publie une tribune dans laquelle il explique pourquoi lui et sa famille sont devenus végan. Il explique que c'est « le changement le plus important et direct que nous pouvons immédiatement faire pour sauver la planète et ses espèces ».

## Livres

### Versions originales
- 2002 : War Is a Force That Gives Us Meaning  (ISBN 1586480499)
- 2003 : What Every Person Should Know About War  (ISBN 1417721049)
- 2005 : Losing Moses on the Freeway: The 10 Commandments in America  (ISBN 0743255135)
- 2007 : American Fascists: The Christian Right and the War on America  (ISBN 0743284437)
- 2008 : I Don't Believe in Atheists  (ISBN 141656795X)
- 2008 : Collateral Damage: America's War Against Iraqi Civilians  (ISBN 1568583737), coécrit avec Laila Al-Arian.
- 2009 : When Atheism Becomes Religion: America's New Fundamentalists,  (ISBN 9781416570783)
- 2009 : Empire of Illusion: The End of Literacy and the Triumph of Spectacle  (ISBN 9781568584379)
- The World as It Is : Dispatches on the Myth of Human Progress, 2010  (ISBN 9781568586403)
- Death of the Liberal Class, 2010  (ISBN 9781568586441)
- Days of Destruction, Days of Revolt, avec Joe Sacco, 2012, Nation Books  (ISBN 9781568586434).
- Wages of Rebellion: The Moral Imperative of Revolt, 2015  (ISBN 1568589662)

### Traductions françaises
- L'Empire de l'illusion : la mort de la culture et le triomphe du spectacle [« Empire of Illusion: The End of Literacy and the Triumph of Spectacle »], Montréal (Québec)/Arles, Lux, 2012, 272 p. (ISBN 978-2-89596-132-1)
- La mort de l'élite progressiste [« Death of the Liberal Class »]  (trad. de l'anglais), Montréal (Québec)/Arles, Lux, 2012, 299 p. (ISBN 978-2-89596-150-5)
- avec Joe Sacco, Jours de destruction Jours de révolte [« Days of Destruction, Days of Revolt »]  (trad. de l'anglais), Paris, Futuropolis, 2012, 320 p. (ISBN 978-2-7548-0876-7)
- La guerre est une force qui nous octroie du sens [« War Is a Force That Gives Us Meaning »]  (trad. de l'anglais), Arles, Actes Sud, 2016, 223 p. (ISBN 978-2-330-07063-2)
- Les fascistes américains [American Fascists: The Christian Right and the War on America] (trad. de l'anglais), Lux Editeur, 2021, 289 p.  (ISBN 978-2-89833-003-2)